# Scott Peterson
Scott Lee Peterson (San Diego, California, 24 de octubre de 1972) es un antiguo representante de fertilizante declarado culpable del asesinato de su esposa, Laci Peterson, y de su hijo neonato, en un caso que predominó en los medios estadounidenses por varias semanas. El 16 de marzo de 2005, luego de la recomendación el jurado popular que previamente lo había condenado, Peterson fue sentenciado a la pena capital por el juez Alfred Delucchi. 
La sentencia a muerte de Peterson fue anulada el 24 de agosto de 2020 por la Corte Suprema de California. Los magistrados, por una unanimidad, entendieron que el juez Delucchi había incurrido en un error al rechazar que formen parte del jurado del caso personas que personalmente se oponían a la pena de muerte como forma de condena, pero que estaban dispuestas a seguir e imponer la ley como estaba escrita. 
En septiembre de 2021, en una audiencia presidida por la jueza Anne-Christine Massullo, Peterson fue sentenciado a cadena perpetua sin la posibilidad de solicitar la libertad condicional. 

## Biografía
Su padre, Lee Arthur Peterson (nacido el 9 de mayo de 1939), trabajaba para una empresa de transporte terrestre antes de convertirse en propietario de una sociedad de embalaje. Su madre, Jacqueline Helen Latham (nacida el 16 de septiembre de 1943), era dueña de una pequeña boutique en Modesto, llamada «The Put On». Durante sus estudios en The University High School en San Diego, trabajó como un cadete de un campo local de golf, y participó en el equipo de golf de su liceo, donde uno de sus compañeros de equipo fue el futuro astro de PGA, Phil Mickelson.
Trabajó como camarero en un café de San Luis Obispo durante sus estudios en la Universidad Politécnica del Estado de California, lugar en donde conoció a su futura esposa, en ese entonces Laci Rocha. La pareja se casó en 1997.

## Desaparición de Laci Peterson
Laci Peterson desapareció el 23 o el 24 de diciembre de 2002. Estaba embarazada de 8 meses de un varón, el nacimiento estaba previsto para el 10 de febrero de 2003, y la pareja había decidido nombrarlo Connor. La fecha y las causas exactas de la muerte de Laci nunca se han podido confirmar. Peterson dio aviso de la desaparición de su mujer la víspera de Navidad y el asunto causó de inmediato sensación en los medios norteamericanos a nivel nacional.
Scott Peterson dio una conferencia de prensa, rodeado tanto de su familia como la de su esposa y de todos los residentes de la localidad de Modesto. Declaró que al momento de la desaparición de su esposa, él se encontraba pescando en el puerto de Berkeley.
Los cuerpos de su mujer y del bebe fueron encontrados separados en diferentes lugares y fechas (Laci fue encontrada el 15 de abril y el feto el 14 de abril de 2003), aproximadamente a 5 kilómetros del lugar en donde Peterson dijo haber estado pescando el día en que desapareció. No fue considerado sospechoso en un principio, debido a la gran confianza en su inocencia de parte de la familia de Laci como de sus amistades, por lo menos hasta un mes después de la desaparición de su cónyuge. 
Pero el 17 de enero, trascendió que Peterson había tenido varios amoríos, especialmente con la kinesioterapeuta Amber Frey. Debido a este revelador acontecimiento, la familia de Laci dejó de prestarle su apoyo. Frey se convirtió en un testimonio clave en contra de Peterson, aceptando la grabación telefónica de sus conversaciones con él, con la esperanza de obtener una confesión. Pero el sospechoso se declaró siempre inocente con su amante, aun cuando lo cuestionó sobre su posible responsabilidad sobre la desaparición de su esposa embarazada.
Los medios de comunicación especularon la posibilidad de que lo más probable era que Peterson sabía que estaba siendo investigado, pero esto nunca se pudo demostrar. Frey declaró a la policía que dos semanas antes de la desaparición de Laci, Peterson le había dicho que era viudo, que "había perdido a su esposa". Las grabaciones de las conversaciones telefónicas entre Peterson y Frey fueron escuchadas durante el juicio y se publicaron las transcripciones. Sus contenidos fueron particularmente comprometedores para el acusado, revelándose que días después de la desaparición de su mujer, Peterson le dijo estar de vacaciones en París. Una de esas tantas llamados fue realizada en una velada en honor a su esposa durante la Nochevieja.

## Hallazgo de los cuerpos
El 14 de abril, se descubrió el cuerpo de un feto masculino a término con su cordón umbilical en la Bahía de San Francisco. Al día siguiente, se encontró un torso parcial femenino en sus cercanías, sin cabeza, manos ni pies. Los cuerpos fueron posteriormente identificados como los de Laci y Connor Peterson. Se les realizó la autopsia, pero el avanzado estado de descomposición impidió conocer las causas de su muerte. Los fiscales dijeron que Laci pudo haber sido asfixiada o estrangulada en su domicilio. La Oficina Federal de Investigación (FBI) realizó una investigación médico-legal a la casa, a la camioneta de Scott, a las herramientas del vehículo, al taller y al bote. Encontraron cabello enredado en una herramienta que Scott utilizó "para fabricar un ancla casera", según su testimonio.

## Arresto y juicio
Peterson fue arrestado el 18 de abril de 2003 en La Jolla (California) en el estacionamiento de un campo de golf, en donde declaró que se iba a encontrar con su padre y su hermano para un encuentro deportivo. En ese lugar, se encontró que en su vehículo portaba 15 000 dólares en efectivo, 4 teléfonos móviles, equipo para acampada, una carta impresa la noche anterior indicando los lugares para llegar al trabajo de su amante Amber Frey, viagra y el permiso de conducir de su hermano, entre otros artículos. Tenía el cabello y barba teñidos de rubio, y la policía dedujo que Peterson planeaba huir, posiblemente hacia México.
La policía investigó brevemente sobre un posible lazo entre Peterson y la desaparición en 1996 de Kristin Smart, una joven de 19 años, que estudiaba en la Universidad Politécnica del Estado de California durante el mismo período en que el matrimonio Peterson estuvieron inscritos. Efectivamente el nombre de Scott Peterson habría figurado en una corta lista que los investigadores de la época tenían considerado, pero Peterson negó públicamente tener algo que ver con ese asunto, y los investigadores no pudieron hacer nada al respecto.
En primera instancia, Peterson pidió ser representado por abogados de oficio del condado de Stanislaus. Kent Faulkner y su asistente Maureen Keller fueron los designados en su caso. Pero el sospechoso declaró que tenía los suficientes ingresos para costearse uno, así es que fue Mark Geragos quien se encargó de su defensa. El 20 de enero de 2004, viendo que la atención mediática era demasiado grande y la hostilidad de la opinión pública hacia de Scott Peterson iba creciendo, el juez decidió trasladar el juicio hacia Redwood City, en el condado de San Mateo, a 150 km del lugar inicial.
El juicio, the People of the State of California vs. Scott Peterson, se inició en junio de 2004, seguido de cerca por todos los medios. Los abogados Rick Distaso y Mark Geragos se encargaron de la defensa de Peterson.
Amber Frey, quien entregó su testimonio en la oficina del procurador, contrató a su propia abogada, Gloria Allred, para protegerla de los periodistas. Allred no se encontraba bajo la restricción del mandato de silencio impuesta a los protagonistas del proceso, y aunque ella declaró que su cliente no tenía opinión en cuanto a la culpabilidad de Peterson, Allred siempre se mostró particularmente llana con los procuradores.
Ella apareció frecuentemente en televisión durante el juicio, siempre criticando a la defensa a la mínima oportunidad. Allred también desempeñó un papel clave para disimular algunos asuntos concernientes al pasado de su cliente, Ron Frey, el padre de Amber, quien también contrató un abogado para no verse involucrado en el asunto y la restricción del silencio.
Los abogados de Peterson pusieron como base la ausencia de pruebas directas, e intentando desacreditar el significado de pruebas circunstanciales. Mencionaron que los restos de Connor Peterson eran de un embarazo a término, y emitieron la hipótesis de que Laci había sido secuestrada y tomada como rehén hasta el nacimiento de su hijo, antes de ser asesinada junto al neonato y ser lanzada a la bahía. Pero los expertos forenses de la oficina del procurador fueron capaces de establecer que el parto no se había producido, y que el bebé falleció al mismo tiempo que la madre. Geragos dijo incluso que la mujer había sido secuestrada por una secta satánica y que Peterson era un canalla por haber engañado a su mujer embarazada, pero no un asesino.
Durante las deliberaciones del jurado, uno de ellos fue reemplazado a causa de su conducta. Después fue el turno del portavoz del jurado, Gregory Jackson, quien pidió ser relevado ya que sus homólogos querían su lugar, por ese motivo también fue reemplazado. El 12 de noviembre, el nuevo jurado declaró culpable de homicidio en primer grado con agravantes por la muerte de su esposa, y del asesinato en segundo grado por haber matado a su hijo no nato. La fase de condena empezó el 30 de noviembre para finalizar el 13 de diciembre y siendo las 1.30 horas (hora estándar del Pacífico), el jurado compuesto por 12 personas recomendó la pena de muerte a Peterson.
Durante las entrevistas, los miembros del jurado declararon que se vieron sorprendidos por la actitud de Peterson, muy particularmente su falta de emoción durante el juicio y las escuchas telefónicas que fueron presentadas y que incriminaban claramente al culpable.
Argumentaron su veredicto sobre "cierto centenar de piezas del rompecabezas sobre pruebas circunstanciales que fueron apareciendo en el juicio, de la ubicación geográfica del cuerpo de Laci Peterson, y la cantidad de mentiras que Scott contó después de la desaparición de su esposa".

## Condena y seguimiento
El juez Alfred A. Delucchi condenó a Scott Peterson a la pena capital el 16 de marzo de 2005, calificando el asesinato de su esposa de "cruel, insensible y despiadado". El método para la ejecución prescrita era muerte por inyección letal. El juez rechazó un segundo proceso (solicitado alegando conducta inapropiada del jurado y gran influencia de los medios informativos en el caso) y además ordenó a Peterson costear los gastos funerarios de su esposa por un monto de 10 000 dólares. 
Scott Peterson ingresó en la mañana del 17 de marzo de 2005 en San Quentin, una penitenciaría cerca de la bahía donde fue encontrado el cuerpo de Laci y donde se encuentra el corredor de la muerte de los EE. UU., 30 kilómetros al norte de San Francisco. Ahí se mantiene a 643 prisioneros mientras esperan la inyección letal. Su archivo está a la espera del llamado.
En enero de 2005, días después del veredicto de culpabilidad, Amber Frey publica un libro sobre su relación con Scott Peterson. Se ve sometida a críticas por utilizar su romance para lucros personales. La fecha de la publicación del libro, después del término del juicio, alimenta la hipótesis sobre la violación del voto de silencio impuesto por el juez a los testigos, habiendo trabajado sobre el caso durante todo el juicio. Su editor le habría aconsejado que, si Peterson hubiese sido declarado inocente, no se podría publicar dicho libro. La familia de Laci también la criticó por haber puesto una foto de ella entre Laci y Scott sobre la cubierta del libro.
El 31 de octubre de 2007, la Corte de Apelaciones del V Distrito de Fresno confirma un juicio precedente de un tribunal del condado de Stanislaus privando a Scott Peterson de la póliza del seguro de vida de su esposa, suscripta en el año 2001 (póliza mutua).
Como otros criminales muy mediáticos, Peterson recibe hoy en día una enorme cantidad de correo de admiradores, que en algunos casos incluyen propuestas de matrimonio.
Richelle Nice, miembro del jurado durante el proceso (llamada Strawberry Shortcake por algunos espectadores del juicio a causa de su cabellera pelirroja), figura entre ellos.
El 24 de agosto de 2020, la Corte Suprema de California anuló la sentencia de muerte contra Scott Peterson por el feminicidio de su esposa, tras determinar que el juez de primera instancia cometió una serie de errores claros y significativos en la elección del jurado que, bajo el precedente de larga data de la Corte Suprema de los Estados Unidos, socavó el derecho de Peterson a un jurado imparcial en la fase de sanción. Fue comprobado que varios candidatos a ocupar el puesto de jurado en esta etapa del juicio, fueron desestimados por emitir su opinión en contra de la pena de muerte, aun cuando manifestaron que, a pesar de su oposición a la pena de muerte, estaban dispuestos a aplicar el rigor de la ley si el caso lo ameritaba. Esta maniobra por parte del juez de primera instancia fue determinante para imponer la sentencia de la pena capital. 
La Corte Suprema de California ratificó el veredicto de culpabilidad del feminicidio y habilitó a la fiscalía para solicitar nuevamente la pena de muerte si lo consideraban pertinente para una nueva sentencia. Scott Peterson aún puede argumentar que fue condenado injustamente, utilizando pruebas que no se consideraron en el juicio. 
En enero del 2024, Los Angeles Innocence Project, una organización que busca excarcelar a personas condenadas por delitos graves mediante el empleo de nuevas técnicas científicas no afiliada al Innocence project fundado por Barry Scheck y Peter Neufeld.anunció que su equipo de abogados representaría a Peterson en su búsqueda por un nuevo juicio.